# Mại dâm tại Trung Quốc
Bài này nói về nạn mua bán dâm ở Trung Hoa Đại lục. Xem thêm Mại dâm ở Hồng Kông và Mại dâm ở Đài Loan.
Ngay sau khi nắm quyền lực năm 1949, Đảng Cộng sản Trung Quốc đã tiến hành nhiều đợt công khai xóa bỏ nạn mua bán dâm khỏi Trung Hoa Đại lục trước thập niên 1960. Kể từ khi chính quyền nới lỏng kiểm soát xã hội đầu thập niên 1980, nạn mua bán dâm ở Trung Hoa Đại lục không những đã trở nên nhìn thấy rõ ràng hơn mà còn có còn có thể tìm thấy khắp nơi khắp các vùng nông thôn và thành thị. Dù chính quyền đã có nỗ lực, nạn mua bán dâm hiện đã phát triển đến một mức độ là một ngành liên quan đến nhiều người và tạo ra một doanh số đáng kể.
Nạn mua bán dâm cũng trở thành liên hệ với một số vấn đề, bao gồm tội phạm có tổ chức, tham ô chính quyền và các bệnh lây qua đường tình dục. Ví dụ, một quan chức Đảng Cộng sản Trung Quốc là một người đứng đầu một đợt chống tham ô của một tỉnh đã bị cách chức khi ông bị bắt quả tang đang ngủ trong một khách sạn với một gái bán dâm người Nga. Hàng năm, sự nghiệp của hàng ngàn phụ nữ Nga kết thúc bằng con đường hành nghề bán dâm tại Trung Quốc.
Các hoạt động liên quan đến mua bán dâm ở Trung Hoa Đại lục có các đặc điểm, nơi chốn và giá cả muôn hình muôn vẻ. Những người bán dâm có gốc gác và thuộc nhiều giai tầng của xã hội. Phần lớn họ là nữ giới, dù những năm gần đây đã nổi lên nam giới bán dâm. Nơi mua bán dâm thường là các khách sạn, phòng karaoke và các viện chăm sóc sắc đẹp.
Thành phố Đông Quản, tỉnh Quảng Đông, miền nam Trung Quốc được coi là kinh đô sex ở Trung Quốc. Theo tờ South China Morning Post của Hồng Kông, tại đây có từ 500.000-800.000 người, tương đương 10% dân số Đông Quản, hoạt động trong nghề mại dâm. Giá mỗi lần đi khách của gái mại dâm là 75 nhân dân tệ. "Nhiều bà vợ cảm thấy lo lắng bất kỳ khi nào chồng đi công tác tới Đông Quản. Thật là đáng hổ thẹn" - cựu bí thư thành phố Liu Zhigeng từng thừa nhận hồi năm 2009. Nhằm xóa bỏ hình ảnh dơ bẩn của thành phố, giới chức Đông Quản đã mở cuộc tấn công, đóng cửa hàng loạt nhà chứa mini. Báo chí địa phương đã ca ngợi nỗ lực nhằm đổi mới thành phố Đông Quản. Hãng tin Yangcheng Evening News trích lời một blogger nói rằng chiến dịch là "một cái tát nhằm vào mặt những người phỉ báng Đông Quản". Tuy thế vẫn có những gái mại dâm cho biết cơ sở của họ đã không bị động đến.
Trong khi chính phủ Cộng hòa Nhân dân Trung Hoa đã áp dụng các biện pháp cứng rắn đối với những người tổ chức, môi giới mua bán dâm, thì chính quyền vẫn do dự trong việc xử lý pháp luật đối với những người mua dâm, đôi khi xử lý họ như tội phạm nhưng đôi khi lại như những người có đạo đức xấu. Kể từ khi tệ nạn mua bán dâm tái xuất hiện vào thập niên 1980, các cơ quan chính quyền đã phản ứng lại bằng cách sử dụng hệ thống pháp luật thông qua các hoạt động thường nhật của các cơ quan như toà án và cảnh sát. Thứ nữa, chính quyền cũng chỉ đạo các đợt ra quân do cảnh sát lãnh đạo dưới hình thức kỷ luật xã hội.
Nhiều đợt truy quét được tiến hành quyết liệt. Ví dụ tháng 5-2010, chỉ trong một đêm, cảnh sát đã đột nhập và bắt giữ 557 gái gọi núp bóng tiếp viên tại 4 hộp đêm lớn nhất Bắc Kinh. 4 hộp đêm sau đó đã bị đình chỉ hoạt động trong vòng 6 tháng. Đầu tháng 4-2010, cảnh sát cũng đã kiểm tra và đóng cửa hơn 400 tụ điểm giải trí, trung tâm massage và các salon tóc không có giấy phép kinh doanh trên địa bàn quận Triều Dương. Cảnh sát cho biết sẽ không dung túng bất kỳ hình thức giải trí nào tổ chức và tiếp tay cho tệ nạn mại dâm, cũng như sẽ tăng cường các cảnh sát mặc thường phục để dọn dẹp những ổ mại dâm trá hình, gây nhức nhối xã hội.
Năm 2014, cảnh sát Trung Quốc phát động chiến dịch lớn nhằm truy quét mại dâm. Sau Đông Quản, cảnh sát ở nhiều tỉnh khác như Giang Tô, Hắc Long Giang, Hồ Nam và Sơn Đông đã liên kết lại với nhau mở chiến dịch truy quét trên toàn quốc chống tệ nạn mại dâm và buôn bán tình dục. Trong 2 ngày giữa tháng 2, các đơn vị cảnh sát trên toàn Trung Quốc đã điều tra gần 1.500 trường hợp liên quan đến mại dâm, phát hiện 73 băng nhóm tội phạm, bắt giữ hơn 500 người và đóng cửa hơn 2.400 trang web môi giới mại dâm. Đồng thời, Bộ Công an Trung Quốc một lần nữa nhắc lại lập trường của mình, rằng các quan chức công an địa phương sẽ bị cách chức và phải chịu trách nhiệm trước pháp luật nếu để mại dâm lộng hành.